# 中华鞭带吸虫
中华鞭带吸虫（学名：Himasthla sinica）为棘口科鞭带属的动物。在中国大陆，分布于福建等地，营寄生生活，宿主白腰杓鹬，寄生在肠中。该物种的模式产地在福建。
其种加词sinica，意为“中华的”。